# Апеляційний суд Івано-Франківської області

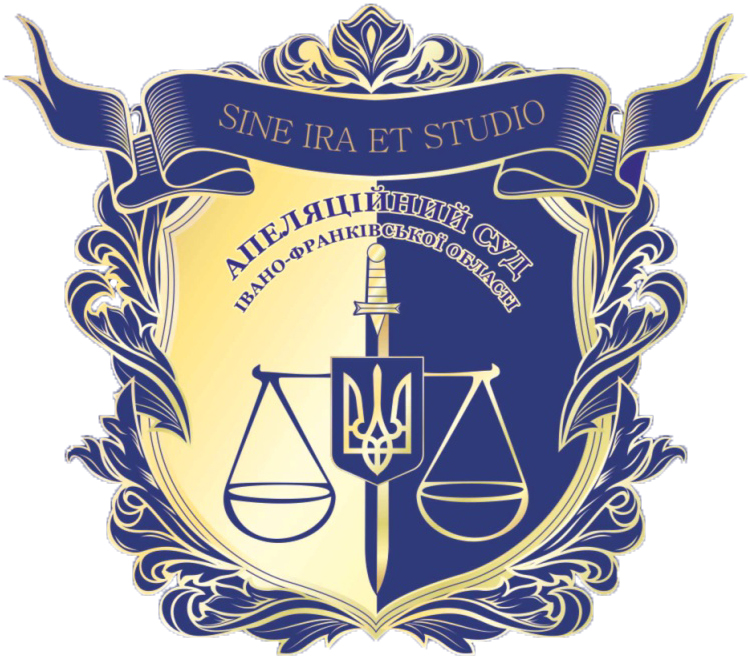
Герб суду

Апеляційний суд Івано-Франківської області — колишній загальний суд апеляційної (другої) інстанції, розташований у місті Івано-Франківську, юрисдикція якого поширювалася на Івано-Франківську область.
Суд здійснював правосуддя до початку роботи Івано-Франківського апеляційного суду, що відбулося 3 жовтня 2018 року.

## Керівництво
Голова суду — Гриновецький Богдан Михайлович
 Заступник голови суду — Девляшевський Віталій Анатолійович
 Заступник голови суду — Гандзюк Володимир Павлович
 Керівник апарату — Розвадовська Оксана Володимирівна.

## Показники діяльності
У 2015 році перебувало на розгляді 7408 справ і матеріалів (у тому числі 350 нерозглянутих на початок періоду). Розглянуто 6654 справ і матеріалів.
Кількість скасованих судових рішень — 169 (2.54 %).
Середня кількість розглянутих справ на одного суддю — 122,5 (цивільні); 223,83 (кримінальні).
Середньомісячне навантаження на одного суддю у вересні 2018 року:
- кримінальної палати (6 суддів) — 84 провадження і матеріали;
- цивільної палати (12 суддів) — 24 судові справи[7].